# 中国驻埃及大使馆
中华人民共和国驻阿拉伯埃及共和国大使馆（阿拉伯语：سفارة جمهورية الصين الشعبية لدى جمهورية مصر العربية），简称中国驻埃及大使馆，是中华人民共和国驻埃及的外交代表机构。

## 机构设置
根据有关规定，中国驻埃及大使馆设置下列机构：

### 内设机构
- 政治处
- 政策研究处
- 武官处
- 经济商务处
- 文化处
- 教科处
- 领事侨务处
- 办公室

### 总领事馆
- 中国驻亚历山大总领事馆